# دیرینه‌مغناطیس‌شناسی

یک مدل نظری از چگونگی تشکیل یک نوار (خط یا باریکهٔ) مغناطیسی: پوستهٔ تازهٔ کف اقیانوس به‌طور مداوم در تاج برآمدگی (سلسله کوه) وسط اقیانوس سرد و تشکیل می‌شود و این در حالی‌است که از خط میانی به‌طور فزاینده‌ای دور و قدیمی‌تر می‌شود و در این میان؛ بستر اقیانوس گسترش می‌یابد. (a) خط الراس گسترش که در حدود پنج میلیون سال پیش تشکیل شده‌است. (b) حدود ۲ تا ۳ میلیون سال پیش. (c) امروز.

دیرینه‌مغناطیس یا دیرینه‌مغناطیس‌شناسی (به انگلیسی: Paleomagnetism) پژوهش و بررسی آثار به‌جا مانده در میدان‌های مغناطیسی زمین درون سنگ‌ها، رسوبات، یا یافته‌های دیگر باستان‌شناسی است. برخی مواد معدنی در سنگ‌ها اطلاعات ارزشمندی از جهت و شدت میدان مغناطیسی زمانی که آن‌ها تشکیل می‌شده‌اند را در خود ثبت کرده‌اند. جمع‌آوری و ثبت و به هم پیوستن این اطلاعات در مورد چگونگی رفتار میدان مغناطیسی زمین در گذشته و محل‌های زمین‌ساخت‌های صفحه‌ای (صفحات تکتونیکی) و شدت میدان مغناطیسی در آن زمان حقایق زیادی را برای دیرینه‌شناسان آشکار می‌کند. رکورد وارونه شدن‌های میدان مغناطیسی زمین همه در سنگ‌های آتشفشانی و رسوبی و رانش قاره‌ای ذخیره شده‌اند. این اطلاعات با مقیاس زمانی که به‌همراه دارند ابزار مهمی برای دیرینه‌شناسان به‌شمار می‌روند.
دیرینه‌مغناطیس‌شناسان احیای فرضیهٔ رانش قاره‌ای را در مسیر پیشرفت آن تئوری به سوی شناخت صفحه‌های تکتونیک زمین رهبری کردند. مسیرهای به ظاهر سرگردان قطبی، خود از اولین گواه‌های روشن ژئوفیزیکی برای رانش‌های قاره‌ای ارائه شدند؛ همان گونه که ناهنجاری‌های مغناطیسی دریایی همین کار را در مورد گسترش بستر اقیانوسهاانجام دادند. دانش دیرینه مغناطیس‌شناسی همچنان به گسترش شناخت تاریخی تکتونیک صفحه‌ای در گذشته ادامه می‌دهد و این یافته‌ها در شناخت جنبش‌های زمین‌ساخت صفحه‌ای، یا terranes مورد استفاده قرار می‌گیرد.
دیرینه‌مغناطیس‌شناسی همیشه به‌شدت بر تحولات جدید در شناخت ویژگی مغناطیسی سنگ، متکی بوده و به نوبهٔ خود پایه و اساس بهره‌وری‌های جدیدی از خاصیت مغناطیسی را فراهم کرده‌است. این خدمات عبارتند از: زیست‌مغناطیس‌شناسی (biomagnetism)، بافت مغناطیسی (magnetic fabrics) که به‌عنوان شاخص فشار در سنگ‌ها و خاک استفاده می‌شود، و مغناطیس زیست‌محیطی (environmental magnetism) نامیده می‌شود.
به عرض مغناطیسی ناحیه‏‌ای معین بر روی سطح زمین، در گذشته‏‌های زمین‏‌شناختی، دیرینه‌‏عرض (paleolatitude) یا دیرینه‌عرض مغناطیسی می‌گویند.